# 윤윤기
윤윤기(尹允其, 1900년 ~ 1950년)은 대한민국의 독립운동가, 교육자이다. 호는 학산(學山).

## 생애
1900년 전남 보성군에서 태어났다. 어린시절 유교적 가풍에 반발, 댕기를 자르고 일찍이 신학문을 접하고 배웠다. 전남공립사범학교 강습과에 입학해 교직의 길을 걷게되었다. 일제강점기 당시 교직은 사회적 지위와 경제적 풍요가 보장되는 직업이었다. 그러나 윤윤기는 지위를 이용해 안정을 꾀하기보다 일제의 눈을 피해 한글과 국사를 가르치는 민족교육에 힘썼다. 안양공립보통학교를 거쳐 교사(校舍)도 없는 천포간이학교에 부임한 이후 오지(시골 지역)에 학교를 세우고 정규과정은 물론 취업교육반ㆍ야학까지 밤낮 없이 교육에 매진했다. 
1939년 천포간이학교를 떠난 윤윤기는 점점 가혹해지는 일제의 탄압을 피해 마음껏 민족교육을 펼치고자 사설학교 설립을 결심했다. 몇 개월 뒤면 여생을 편히 보낼 수 있는 '일왕의 은급'(恩級, 연금생활을 의미한다.)을 받을 예정이었으나, 그 유혹을 뿌리치고 교직 자리를 내놓았다. 
그리고 자신의 고향인 보성군 회천면 봉강리에 양정원을 세웠다. 광산업을 운영하면서 양정원 운영비를 댔다. 1947년 폐교할 때까지 양정원은 졸업생 2,000여명을 배출했다. 양정원을 운영하면서 그는 월사금을 한푼도 받지 않는 것은 물론 연필 공책 등 학용품을 학생들에게 제공했으며 신사참배와 창씨개명등 일제의 황민화 정책에 적극 반대했다. 그리고 일제강점기 말기 유일한 지하 독립운동 단체였던 건국동맹에 가담해 독립운동 자금도 지원했다. 
해방이후 건국준비위원회에 활동하기도 하였고, 해방정국에는 독립운동가 여운형의 정치노선을 지지하였고 단독정부 수립운동ㆍ단독정부 노선에 반대하며 좌우합작운동에 투신했으나, 1947년 7월 19일 여운형이 암살되고 다음해 남한내 단독정부가 들어서자 윤윤기는 정치에서 손을 뗏다. 이후 고향으로 냑향하여 지냈다. 1949년 10월, 여순사건이 발생했지만 그는 반란 참가자에게 무기를 자진반납토록 해 전남 보성 지역의 인명 피해를 크게 줄인 것에 커다란 역할을 하였다.
1950년 한국전쟁이 터지자 윤윤기는 좌경 성향의 친지들을 챙기며 보호하려 했다. 그러나 한달 뒤 우익 경찰은 그를 경찰서로 소환했고, 고문을 견디지 못한 윤윤기는 끝내 사망했다. 7월 21일 예재 고갯길에서 철사 줄에 묶인 처참한 주검이 발견됐다. 그의 사망 소식을 접한 일대의 주민들은 통탄하며 눈물을 쏟았다고 한다.

## 참고 문헌
- 《민족의 참 교육자 학산 윤윤기 : 누가 그의 이름을 지웠는가 》, 선경식 저. 한길사 출판사.(2007년)
- <민족교육자 학산 윤윤기의 삶>
- 학산 윤윤기 '해방후 중도파의 비극' 전기 출간[깨진 링크(과거 내용 찾기)]